# Джабби, Халифа
Халифа Джабби (англ. Khalifa Jabbie; 20 января 1993, Фритаун, Сьерра-Леоне) — сьерра-леонский футболист, полузащитник. Выступал за сборную Сьерра-Леоне.

## Карьера
В 16 лет попал Джабби попал в местный футбольный клуб «Каллон». За него он выступал на протяжении 2 лет. До него он некоторое время играл за старейшую сьерра-леонскую команду «Майти Блэкпул». В 2011 году полузащитник перебрался в Европу. Там он заключил контракт с норвежским клубом «Фредрикстад». В 2014—2015 гг. хавбек выступал за турецкий «Балыкесирспор». Летом 2015 года Джабби перешёл в тираспольский «Шериф».
За национальную сборную Сьерра-Леоне полузащитник выступает с 2011 года.

## Достижения
- Чемпион Молдавии (1): 2015/16